# Myanmar op de Olympische Zomerspelen 2016
Myanmar nam deel aan de Olympische Zomerspelen 2016 in Rio de Janeiro, Brazilië. De selectie bestond uit vier atleten, actief in drie disciplines. Judoka Yan Naing Soe droeg de Myanmarese vlag tijdens de openings- en sluitingsceremonie. Boogschutter Htwe San Yu baarde opzien door bij het individuele boogschieten tweemaal een hogergeplaatste schutter te verslaan. In de derde ronde verloor ze met ruime cijfers van latere medaillewinnares en regerend titelverdediger Ki Bo-bae, hoewel ze de beste start had: 9–10 tegenover Ki's 8–10. Htwe gaf later aan dat ze "zo slecht" speelde omdat ze zo onder de indruk was van het spelen tegen een Koreaanse schutter en olympisch kampioene.

## Deelnemers en resultaten
(m) = mannen, (v) = vrouwen 

### Atletiek
| Olympiër     | Discipline | Resultaat | Prestatie                  |
| ------------ | ---------- | --------- | -------------------------- |
| San Naing    | 5000m (m)  | 49e       | serie 2: 24ste in 15.51,05 |
|              |            |           |                            |
| Swe Li Myint | 800m (v)   | 62e       | serie 5: 8ste in 2.16,98   |

### Boogschieten
| Olympiër    | Discipline      | Resultaat | Prestatie |
| ----------- | --------------- | --------- | --- |
| San Yu Htwe | individueel (v) | 9e        | plaatsingsronde: 51ste met 608 punten 1ste ronde: W van FIN Kuoppa: 7–3 2de ronde: W van USA Brown: 7–3 3de ronde: V van KOR Ki: 0–6 |

### Judo
| Olympiër        | Discipline | Resultaat | Prestatie                                                                           |
| --------------- | ---------- | --------- | ----------------------------------------------------------------------------------- |
| Yan Naing Soe V | –100kg (m) | 9e        | 1ste ronde: vrij 2de ronde: W van ITA George: yuko 3de ronde: V van GER Frey: ippon |

### Schietsport
| Olympiër     | Discipline           | Resultaat | Prestatie                                              |
| ------------ | -------------------- | --------- | ------------------------------------------------------ |
| Naung Ye Tun | 50m pistool (m)      | 17e       | kwalificatie: 17de met 552 punten (90-94-90-91-94-93)  |
| Naung Ye Tun | 10m luchtpistool (m) | 33e       | kwalificatie: 33ste met 572 punten (96-95-96-92-96-97) |

### Zwemmen
| Olympiër   | Discipline           | Resultaat | Prestatie               |
| ---------- | -------------------- | --------- | ----------------------- |
| Myat Thint | 100m vlinderslag (m) | 43e       | serie 1: 3de in 1.02,54 |
|            |                      |           |                         |
| Thet Ei Ei | 50m vrije slag (v)   | 70e       | serie 1: 1ste in 30,25  |